# Contea di Snowy River
La contea di Snowy River è una Local Government Area che si trova nel Nuovo Galles del Sud. Essa si estende su una superficie di 6.030 chilometri quadrati e ha una popolazione di 8.188 abitanti. La sede del consiglio si trova a Berridale.